# Zsa Zsa Gaborová
Zsa Zsa Gaborová, rodným jménem Sári Gábor (6. února 1917, Budapešť – 18. prosince 2016, Los Angeles) byla maďarsko-americká herečka.

## Život
Její matka Jolie Gábor (rozená Janka Tilemann) byla židovského původu, sestřenice Annette Tillemannové, která se později stala manželkou demokratického kongresmana Toma Lantose. Otec Vilmos Gábor byl maďarský voják. Měla dvě sestry, Magdu a Évu. Všechny tři byly v Budapešti proslulé svou krásou a divokým způsobem života. Zsa Zsa navštěvovala internátní školu ve Švýcarsku. Avšak roku 1936 vyhrála soutěž Miss Maďarska, což způsobilo zlom v její kariéře – slavný vídeňský tenorista Richard Tauber jí nabídl, aby vystoupila v operetě Der singende Traum (Zpívající sen) v divadle Na Vídeňce. Tak se stala herečkou. Jméno „Zsa Zsa“ přijala na počest maďarské herečky Sári Fedák, která byla právě takto přezdívána. Roku 1941 odešla do Hollywoodu, kam už předtím odešly její sestry, rovněž herečky. Od roku 1952 hrála ve filmech. Za svůj život natočila více než 50 snímků.

## Dílo
Jednu z mála hlavních rolí dostala v hudebním filmu Johna Hustona Moulin Rouge (1952). K jejím úspěšným snímkům patří také thriller Dotek zla režiséra Orsona Wellese (1958). V závěru kariéry jí byly často nabízeny též populární cameo role (Noční můra v Elm Street 3: Bojovníci ze sna, Bláznivá střela 2 a 1/2: Vůně strachu).

## Soukromí
Spíše než svým herectvím však na sebe poutala pozornost svým osobním životem.[zdroj⁠?!] Byla devětkrát vdaná, často za herce a milionáře:
- Burhan Asaf Belge levicový turecký intelektuál (1937–1941),
- Conrad Hilton zakladatel celosvětové sítě hotelů (1942–1947),
- George Sanders, anglický herec (1949–1954),
- Herbert Hutner, americký bankéř (1962–1966),
- Joshua Cosden ml. (1966–1967),
- Jack Ryan, tvůrce panenky Barbie (1975–1976),
- Michael O'Hara (1976–1983),
- Felipe de Albu, mexický herec (1983, anulováno).

Jejím posledním manželem, kterého si vzala roku 1986, byl Frédéric von Anhalt, adoptivní syn princezny Marie Augusty Anhaltské (snachy císaře Viléma II.).
Stejně dlouhý je i seznam milenců, který mapoval s oblibou bulvár. Měl jím být zakladatel Turecka Kemal Atatürk, herci Richard Burton a Sean Connery, či zpěvák Frank Sinatra (ten ji dle jejích slov znásilnil). Tisk také referoval o bezpočtu jejích skandálů a výstřelků.
Její jediná dcera, fotografka Francesca Hiltonová, kterou měla s manželem Conradem Hiltonem, zemřela v Los Angeles na mrtvici 5. ledna 2015. Bylo jí 67 let.

## Závěr života
Roku 2002 se stala obětí autohavárie a byla upoutaná na vozíku. Od té doby se její zdravotní stav zhoršoval, byla jí i amputována noha.